# Thomas L. McFadden
Thomas Lewis McFadden (Placentia, Kalifornia, 1878. április 24. – Orange megye, Kalifornia, 1963. február 27.) amerikai amerikaifutball-játékos és -edző.

## Fiatalkora
Szülei William és Sarah McFadden, Kalifornia állam korai telepesei.
A Fullerton Union középiskolában érettségizett és 1900-ban a Stanford Egyetemen szerzett diplomát, ahol az amerikaifutball-csapat endjeként játszott. 1903-ban az ügyvédi kamara tagja lett.

## Edzőként
1901–1902-ben, jogi tanulmányai alatt a Pacific Boxers edzőjeként állt munkába. 1903-ban az Oregon Agricultural Aggies, 1904-ben pedig a DePauw Tigers vezetőedzője volt.

## Visszavonulása után
1908 és 1912 között Washington államban ügyvédként dolgozott, majd feleségül vette Lucana Forstert és visszaköltözött Placentiába. 1963. február 27-én, 84 évesen hunyt el. Sírhelye Fullertonban van.

## Eredményei vezetőedzőként
| Év                                     | Eredmény                   |
| Pacific Boxers (Független)             | Pacific Boxers (Független) |
| -------------------------------------- | -------------------------- |
| 1901                                   | 0–1–1                      |
| 1902                                   | 2–4                        |
| Eredmény:                              | 2–5–1                      |
| Oregon Agricultural Aggies (Független) |                            |
| 1903                                   | 2–4–1                      |
| Eredmény:                              | 2–4–1                      |
| DePauw Tigers (Független)              |                            |
| 1904                                   | 8–2                        |
| Eredmény:                              | 8–2                        |
| Összesen:                              | 12–11–2                    |

## Fordítás
- Ez a szócikk részben vagy egészben  a   Thomas L. McFadden című angol Wikipédia-szócikk ezen változatának fordításán alapul.  Az eredeti cikk szerkesztőit annak laptörténete sorolja fel. Ez a jelzés csupán a megfogalmazás eredetét és a szerzői jogokat jelzi, nem szolgál a cikkben szereplő információk forrásmegjelöléseként.